# Satsuma (półwysep)
Półwysep Satsuma (jap. 薩摩半島 Satsuma-hantō) – półwysep w południowej części wyspy Kiusiu (Kyūshū), w Japonii. Nazwa pochodzi od dawnej, feudalnej domeny Satsuma.

Położenie półwyspu Satsuma

Jego zachodnie wybrzeże oblewa Morze Wschodniochińskie, a wschodnie – wody zatoki Kagoshima. Po jej wschodniej stronie znajduje się półwysep Ōsumi. 
Teren półwyspu Satsuma należy do prefektury Kagoshima. U jego nasady położona jest stolica tej prefektury – Kagoshima.
Na południowym krańcu półwyspu znajduje się góra (stratowulkan) Kaimon (Kaimon-dake 924 m).
Na wschód od wulkanu, również na wybrzeżu, znajduje się miasto Ibusuki. Słynie ono z gorących źródeł (onsen) i „kąpieli” w naturalnie podgrzewanym piasku. 
Na półwyspie znajdują się dwa muzea: Chiran Tokkō Heiwa Kaikan (ang. The Chiran Tokko Museum), gdzie zgromadzono dokumenty, listy i rzeczy osobiste pilotów kamikaze, którzy startowali z tamtejszej bazy lotniczej do swoich samobójczych lotów oraz Chiran Museum, które prezentuje lokalną historię i kulturę. 
W środkowej części półwyspu jest usytuowane miasteczko Chiran. Znajduje się tam zachowana dzielnica samurajów z domami i ogrodami sprzed około 250 lat. Odosobnione położenie pozwoliło zachować większość historycznego charakteru w nienaruszonym stanie. Siedem, stosunkowo małych, ogrodów przylegających do rezydencji jest otwartych dla publiczności, ale do samych budynków nie można wejść. Pięć z nich to ogrody suchego krajobrazu karesansui. 

## Galeria

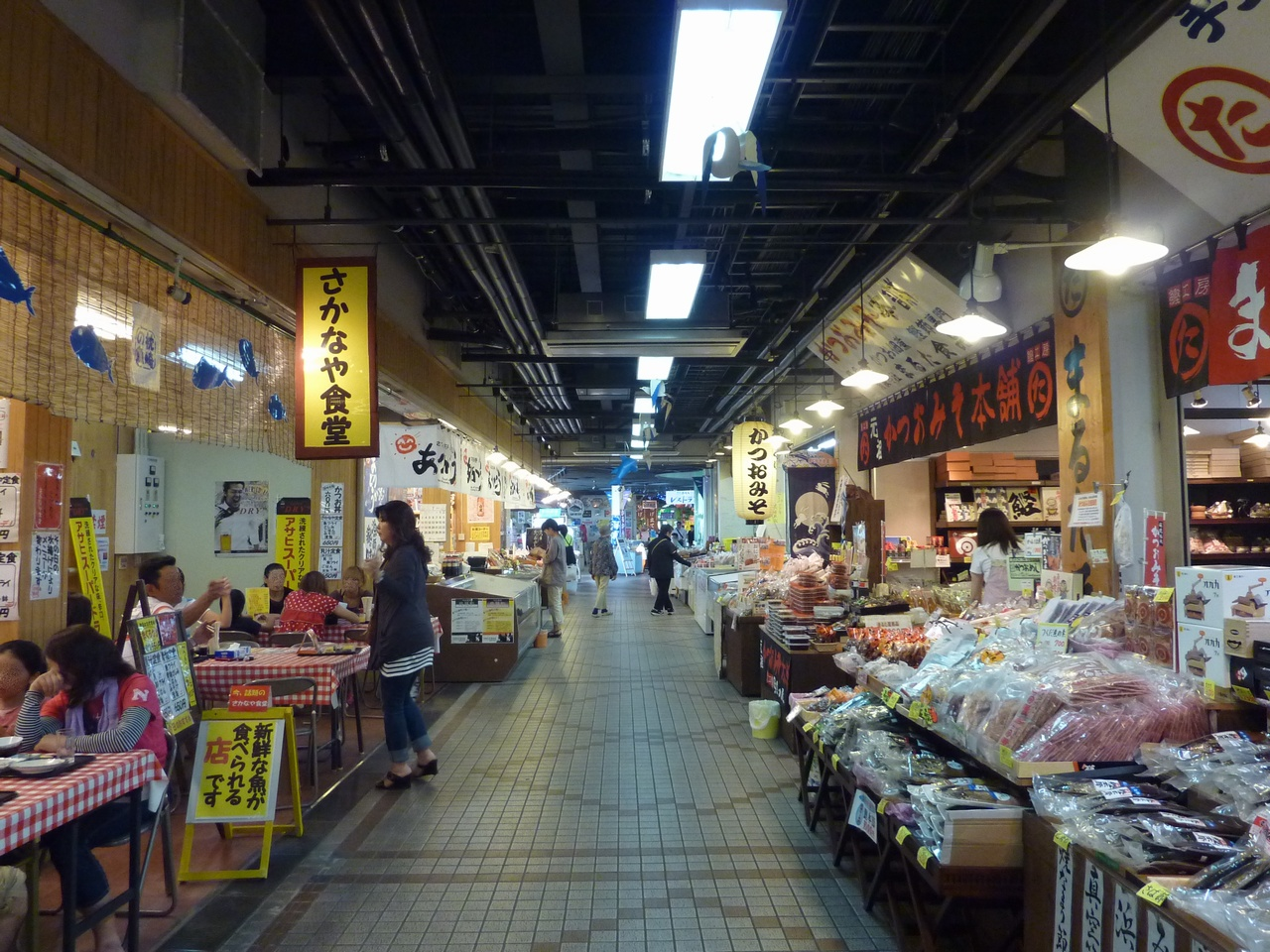
Centrum rybne w Makurazaki
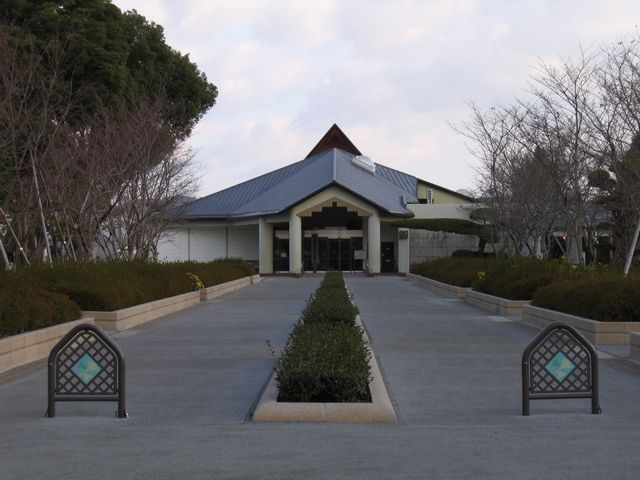
Muzeum poświęcone pilotom kamikaze
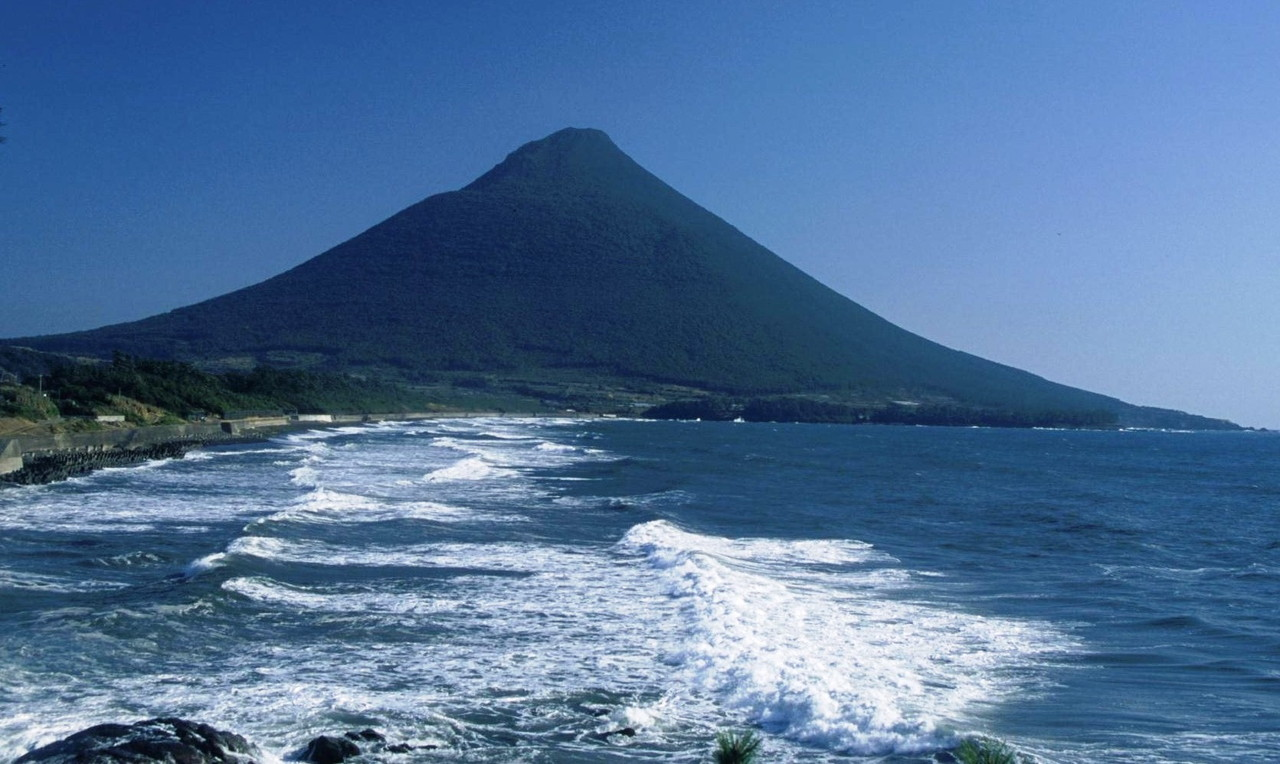
Góra Kaimon
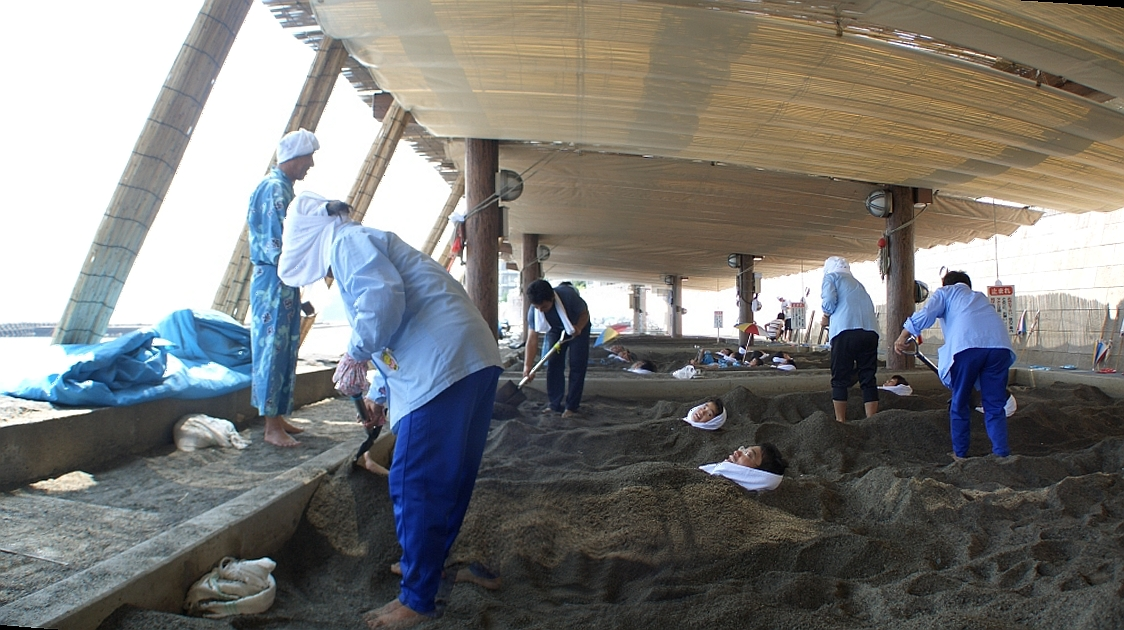
„Kąpiele” piaskowe w Ibusuki
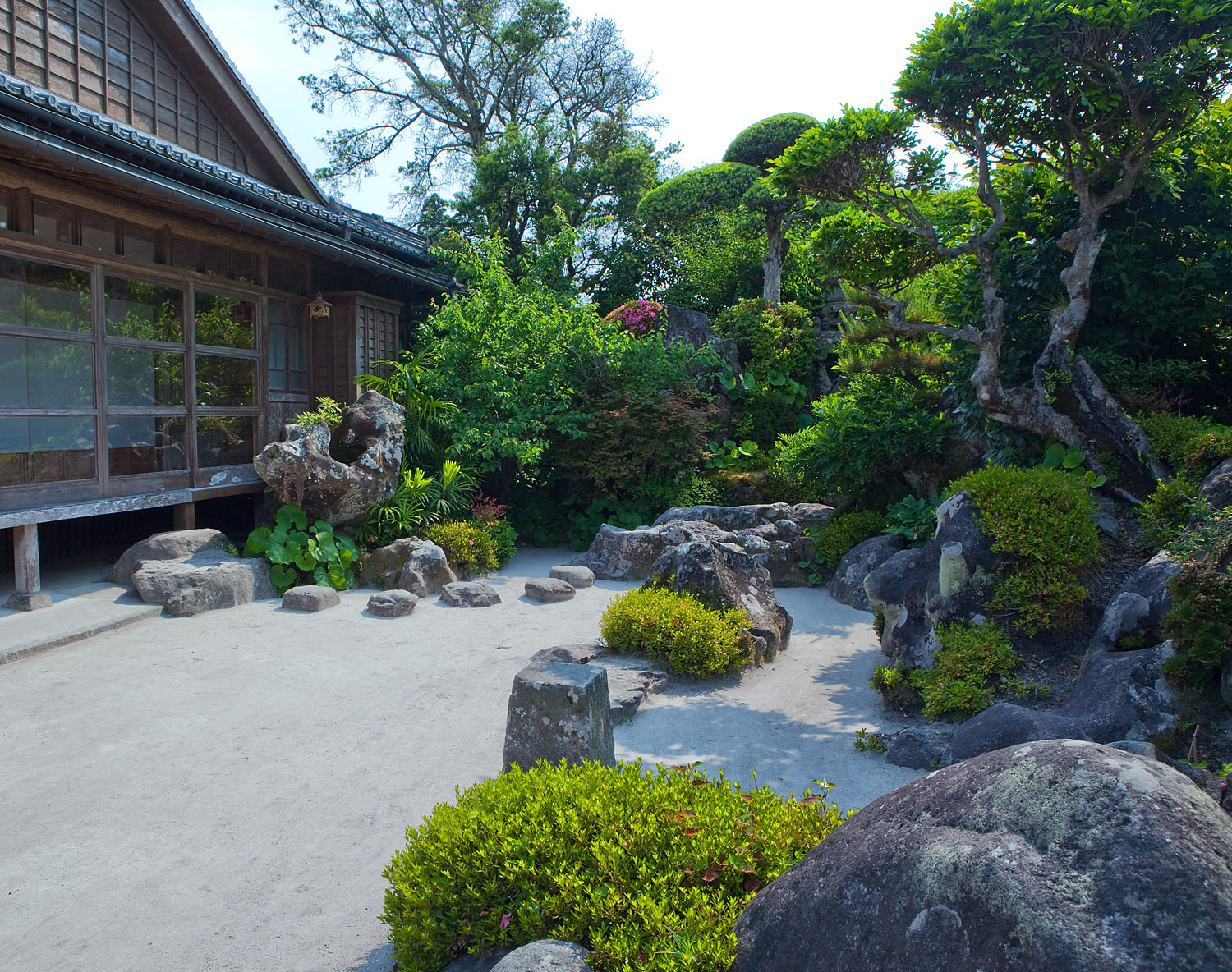
Rezydencja w Chiran